# Curtiss CR
Dimensions
Le Curtiss CR est un avion de course construit pour l'US Navy en 1921 par Curtiss. C'était un biplan monoplace conventionnel avec un fuselage monocoque. Essentiellement deux versions terrestres similaires furent construites les CR-1 et CR-2, qui pouvaient toutes deux être converties en hydravion sous la désignation CR-3 en 1923 et CR-4 en 1924. Une version améliorée fut développée pour l'US Army Air Service sous la désignation R-6. Ces derniers ayant une meilleure aérodynamique avec notamment des radiateurs montés en surface.
En 1926 deux hydravion Curtiss R3C motorisés par des Curtiss D-12 remportent les 1ere et 2eme places de la Coupe Schneider.

## Historique opérationnel

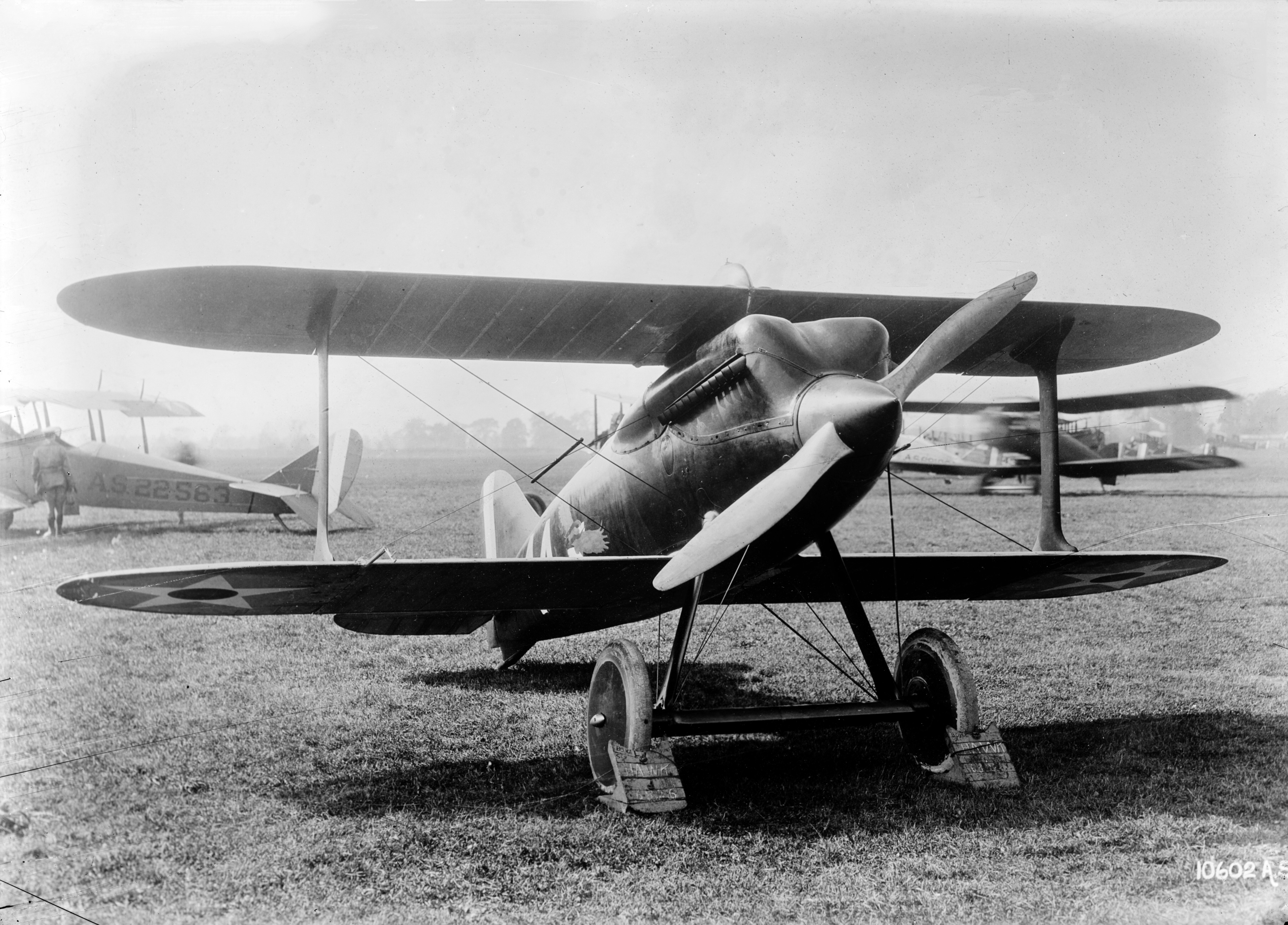
Le Curtiss R-6 qui remporta le trophée Pulitzer de 1922 avec une vitesse moyenne de 330 km/h.

Les Curtiss CR ont eu des carrières de course réussies. Leur première victoire majeure fut lors de la course du Trophée Pulitzer de 1921 où, piloté par Bert Acosta, un CR-1 pris la première place avec une vitesse moyenne de 283,49 km/h, près de deux minutes devant son rival le plus proche. L'année suivante cet avion fut modifié et redessiné pour devenir CR-2 et couru le Trophée Pulitzer avec un deuxième avion construit selon la même nouvelle norme, plus deux R-6 pilotés par des pilotes de l'armée de terre. Les Curtiss prirent les quatre premières places, les deux R-6 aux deux premières places suivis par les deux CR-2. La course fut gagnée par le lieutenant Russell Maughan (vitesse moyenne de 330,176 km/h) devant le lieutenant Lester Maitland à la deuxième place (318,936 km/h). Maughan perdit accidentellement tous les enregistrements en circuit fermé jusqu'à 124 milles (200 km). Les CR-2 prirent les troisième et quatrième places pilotées par le Lt Harold Brow (vitesse moyenne 310,667 km/h) et Lt Jg Al Williams (301,527 km/h).
L'armée se servi du succès des R-6 pour battre le record de vitesse mondial. Gen Billy Mitchell vola à 359,72 km/h le 18 octobre 1922. En mars de l'année suivante, un R-6 piloté par le lieutenant Maughan releva le record à 380,74 km/h. Le design du Curtiss R-6 fut repris en 1923 dans le XPW-8 à ailes longues, le prototype du chasseur PW-8.
En 1923, les CR-2 furent équipés de flotteurs pour la Coupe Schneider et redesignés CR-3. Ils prirent la première et la deuxième place, piloté par David Rittenhouse (vitesse moyenne 285,457 km/h) et Rutledge Irvine (278,970 km/h). À la suite de cette victoire, l'un des avions fut modifié en CR-4 pour une tentative de record mondial de vitesse pour les hydravions. En 1924 il battit le record avec une vitesse de 302,556 67 km/h.

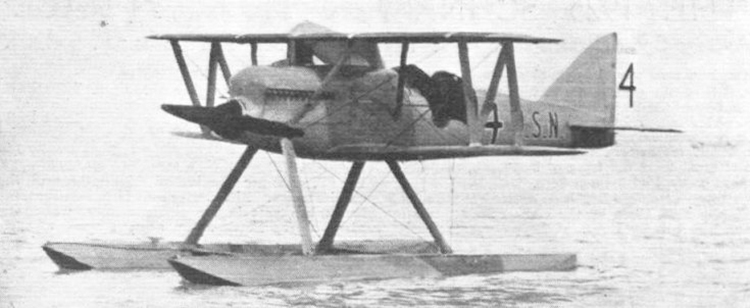
Curtiss CR3 A.6081 N°4 vainqueur Coupe Schneider 1923 Lt. David Rittenhouse
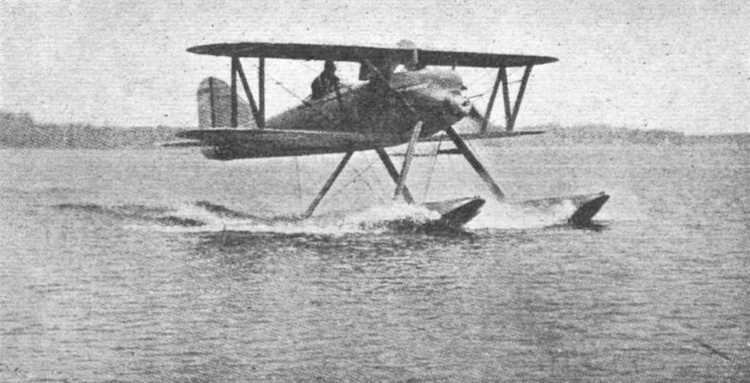
Curtiss CR3 A.6080 N°3 second Coupe Schneider 1923 Lt. Rutledge Irvine

## Opérateur
États-Unis
- United States Navy (CR)
- United States Army (R-6)

### Liste connexe
- Avions de la Coupe Schneider
- Supermarine Sea Lion III
- CAMS 38